# ABCストア

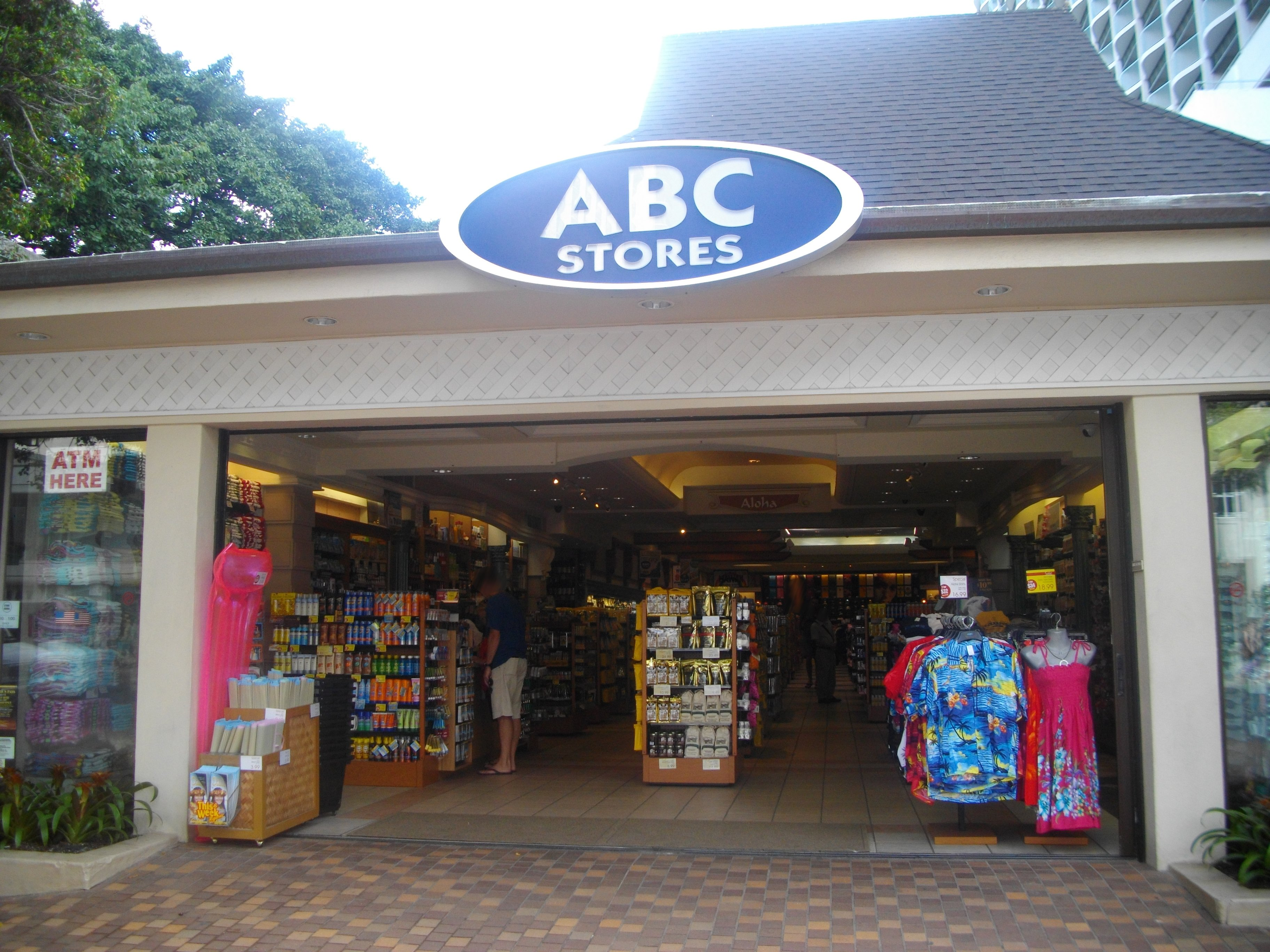
ハワイ・ホノルルにあるABCストア

ABCストア（英語：ABC Stores）は、アメリカ合衆国のハワイ州、ホノルル市に本拠を置くコンビニエンスストア・チェーンである。

## 概要
ハワイ州内最大のコンビニエンスストアチェーンで、全72店舗のうち56店舗はハワイ州内にある。食料品・日用雑貨や医薬品に加えてビーチ用品や土産物なども販売することを特徴としており、オアフ島のワイキキ地区には35軒以上もの店舗を展開している。早朝から23時―24時頃までを営業時間としている店舗が多く、ワイキキの繁華街に位置する店舗には日本語ができる店員が配置されていることもある。

## 歴史
ABCストアの前身は、日系人がホノルルのワイアラエ通りに開いた1軒の食料品店「コササ・グローサリー」である。
日系2世としてこのコササ・グローサリーに生まれたシドニー・コササ（Sidney Kosasa）は幼少期から店を手伝い、アメリカ本土の大学に学んで薬剤師の資格を取得した。アメリカ・マイアミの様子に触発されたシドニー・コササはハワイに戻り、薬局と食品店を兼ねた店舗を1964年にワイキキに開店したが、これがABCストアの始まりであった。
店は当初「ミスターK」（Mister K）と呼ばれていたが、より覚えやすい名前にするために「ABCストア」に改名された。ABCは何かの略称ではなく、電話帳の最初に載るように付けられた。現在、ワイキキにある1店舗だけが「ミスターK」の名前を残している。「ABC」は、「Aloha Brings Customers」（アロハが顧客を連れて来る）と冗談で言われたこともある。
ABCストアは現在、年間1億5000万米ドルの利益を上げ、900人以上の従業員を雇用している。

## 製品
ABCストアでは食料雑貨に加えて旅行者向けの土産物を販売しているが、最もよく売れているのはマカダミア・ナッツのような旅行者向けの商品と サンスクリーン剤やサングラスのような日除け商品である。また、多くの店舗では酒類や日本語新聞を含む新聞、スパムむすびや日本風弁当類なども扱っている。

## 出店地域
店舗は旅行者で溢れるワイキキのいたる所にある。1マイル四方に37店舗があるワイキキでは、多くの店舗が近接しており、カラカウア通りと海岸通りの交差点には4つのABCストアがある。このため、「『ABC』は、『All Blocks Covered（すべての区画に店がある）』の意味である」、と冗談で言われることもある。
ホノルル以外では、オアフ島、マウイ島、ハワイ島そしてカウアイ島の4島に19店舗がある。
ハワイ以外ではグアム、サイパン、さらにネバダ州のラスベガスに出店している。アメリカ本土の唯一の出店地域であるラスベガスには6店舗、グアムに8店舗、サイパンに2店舗ある。